# Волжский Утёс
Волжский Утёс — посёлок в составе одноимённого сельского поселения в Шигонском районе Самарской области, Посёлок образовался вокруг санатория Управления делами Президента России.

## География
Расположенный на берегу Куйбышевского водохранилища. Расстояние от Волжского Утёса до Самары — 225 км, до районного центра села Шигоны — 45 км.

## История

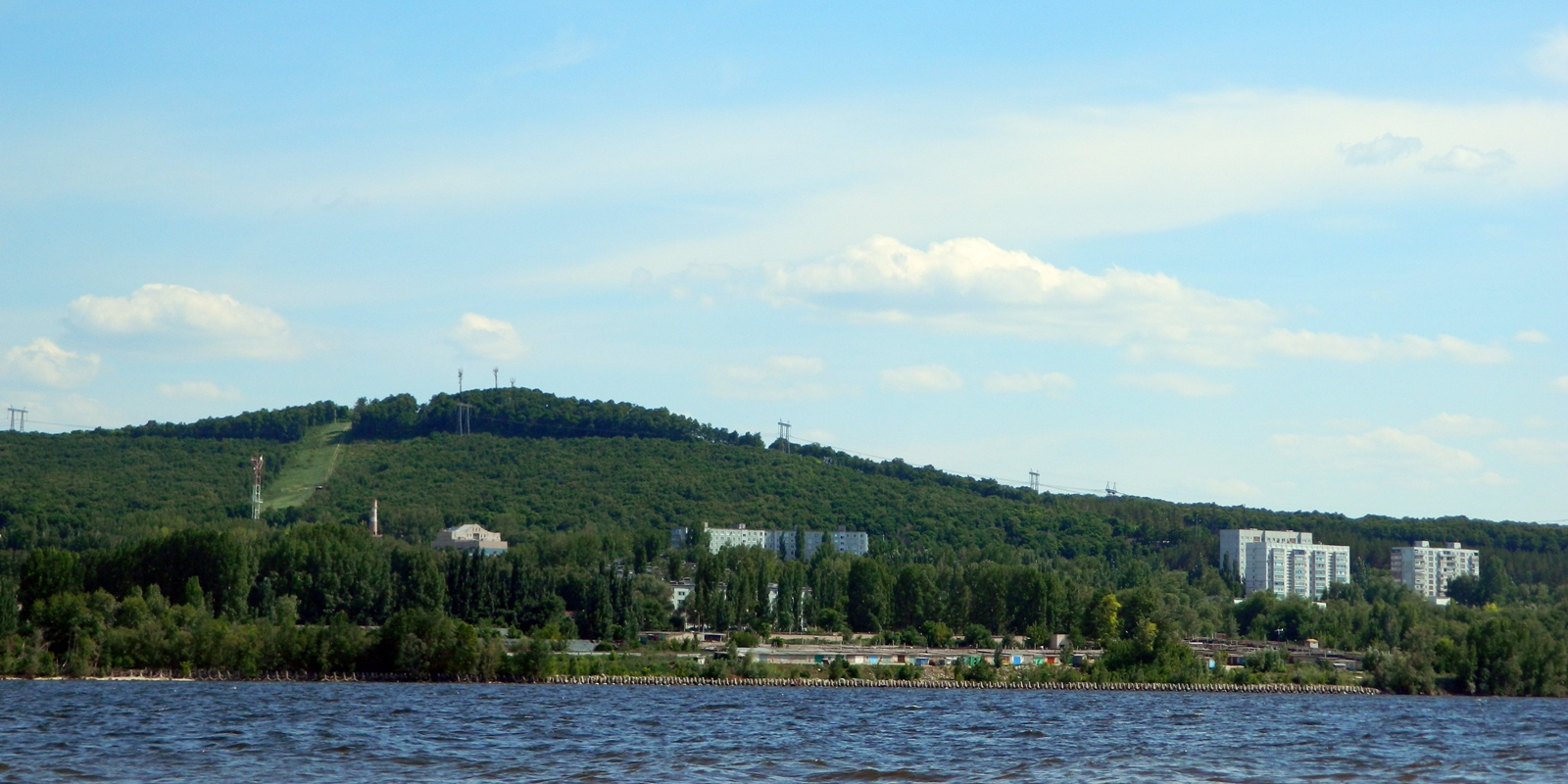
Вид на Волжский Утёс из Усолья

21 июня 2005 года на территории, прилегающей к санаторию, был образован сельский населённый пункт, ставший административным центром одноименного сельского поселения.

Образуемый населенный пункт расположен в Шигонском районе Самарской области, в северо-западной части Самарской Луки, выше устья Усинского залива, в 75 километрах от города Сызрани, на территории санатория «Волжский Утес».

## Население
| 2010 |
| ---- |
| 1913 |

## Храм
По благословению архиепископа Самарского и Сызранского Сергия в 1997 году в поселке был зарегистрирован приход во имя святого праведника Иоанна Кронштадтского.

## Саммит «Россия — ЕС»
17 мая 2007 года на территории санатория «Волжский Утёс» был проведен саммит «Россия — ЕС».
Встреча прошла с участием российского президента В. В. Путина, который совершил кратковременный визит в город Тольятти для подписания документов в ОАО «АВТОВАЗ».